# Construction du nombre chez l'enfant
Deux perspectives complémentaires peuvent être considérées pour étudier l'enfant qui apprend les mathématiques : la perspective de l'enseignant qui s'intéresse à la pédagogie de l'enseignement des mathématiques ; et celle de l'apprenant, l'apprentissage des mathématiques qui est un objet d'étude en psychologie du développement et psychologie cognitive.  
Le développement du nombre, ou construction du nombre, ou apprentissage du nombre, ou encore acquisition du nombre chez l'enfant est un des sujets de recherche qui fait partie du champ de recherche plus vaste de l'apprentissage des mathématiques. Ces thèmes sont un des objets d'étude de la cognition numérique. Elle pose la question de la nature et du développement de processus mathématiques des plus simples aux plus élaborés, comme le comptage (1, 2, 3...), la comparaison des quantités numériques (3 < 5 même s'ils occupent visuellement le même espace) ; le calcul (addition, soustraction, multiplication, division) et la résolution de problèmes mathématiques de plus haut niveau de complexité, comme les problèmes d'algèbre et de géométrie.  
La construction du nombre chez l'enfant est une voie de recherche de la psychologie du développement initiée par Jean Piaget et Alina Szeminska, dans leur ouvrage La genèse du nombre chez l'enfant en 1941. Piaget et Szeminska considéraient que le concept du nombre est acquis chez l'enfant vers 6 ou 7 ans, avec l'acquisition de la notion de conservation.  
Les recherches ultérieures ont révélé que le concept de nombre est beaucoup plus précoce que ne le proposaient Piaget et Szeminska : il commencerait chez les nourrissons. Les expériences de Karen Wynn (en) en 1992 ont marqué ce champ d'étude en suscitant de nombreux débats sur le développement du concept du nombre chez le bébé et le jeune enfant. Ses travaux donnèrent lieu à de nombreux débats et les hypothèses contradictoires permettant d'expliquer ses résultats ont généré nombre de nouvelles études chez les nourrissons et chez les enfants d'âge préscolaire et scolaire, ainsi que de nombreuses études interculturelles pour dégager l'impact du langage ou de la familiarité des stimuli sur les performances.    
Depuis les expériences de Wynn, de nombreuses questions restent ouvertes et débattues. Il s'agit de comprendre si les compétences numériques précoces relèvent de processus cognitifs et arithmétiques ou plutôt de nature perceptive ; si un sens intuitif des nombres existe, sa nature et sa relation avec les habiletés numériques apprises des jeunes enfants (en particulier le comptage, puis les opérations arithmétiques simples que sont les additions et soustraction) ; l'interférence du langage dans le développement des compétences numériques.

## Historique

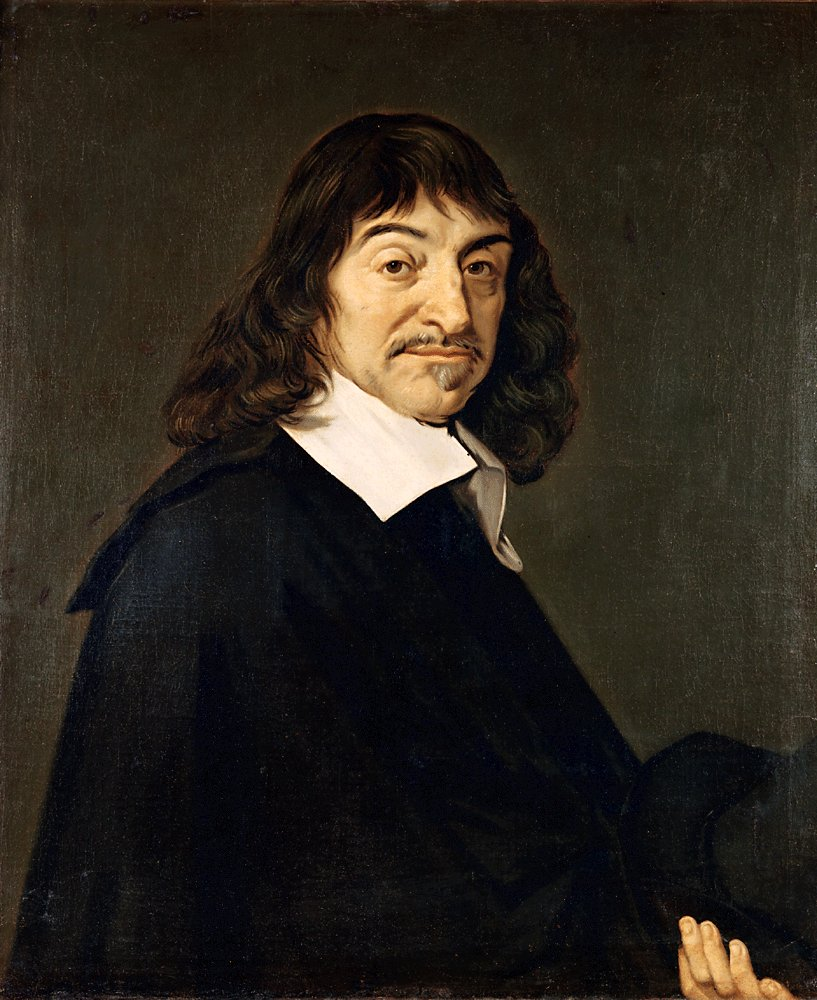
René Descartes

Pythagore puis, plus tard, Descartes, placent l'origine de l’intelligence dans le don de Dieu. Darwin, dans sa théorie de l'évolution parle de l'« évolution naturelle de l’intelligence », et exclut ainsi Dieu de son analyse.[évasif][réf. souhaitée]
Jean Piaget et Jean-Pierre Changeux vont reprendre cette idée avec le « darwinisme neuronal mental ». Dès lors, ce thème de la construction du nombre est resté au premier plan de la psychologie développementale, et a connu une émergence de nombreuses recherches, qui ont débouché sur de nombreuses découvertes[évasif].[réf. souhaitée]

### Expériences de Piaget et Szeminska: la genèse du nombre

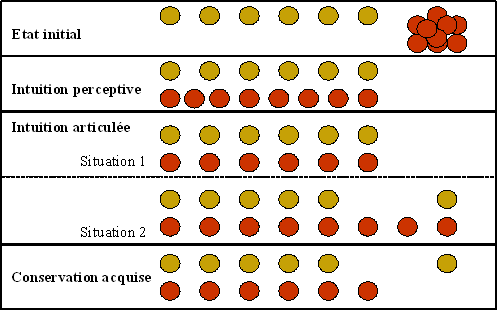
Épreuve de conservation du nombre de Piaget

Pour Jean Piaget et Alina Szeminska, (1941 ; 1967), l’enfant acquiert le concept du nombre au stade des opérations concrètes, s’appuyant et dépassant des niveaux d’acquisitions antérieurs. L’expérience clé créée et étudiée par Piaget pour étudier les enfants de ce stage est l'expérience de conservation (en) du nombre : deux rangées de jetons, de deux couleurs différentes, sont alignées devant l'enfant par l'expérimentateur. Les jetons ont des espacements différents (voir image). L'expérimentateur pose des questions à l'enfant sur les quantités de jetons ou lui demande de mettre le même nombre de jetons. Les jeunes enfants commettent l'erreur typique de penser qu'il y a plus de jetons lorsque les jetons sont plus éloignés et semblent plus dispersés visuellement (on retrouve cette erreur de « conservation » dans des expériences utilisant d'autres matériaux, comme l'eau transvasée dans des verres plus ou moins étroits, ou la pâte à modeler coupée en morceaux plus ou moins grands).  

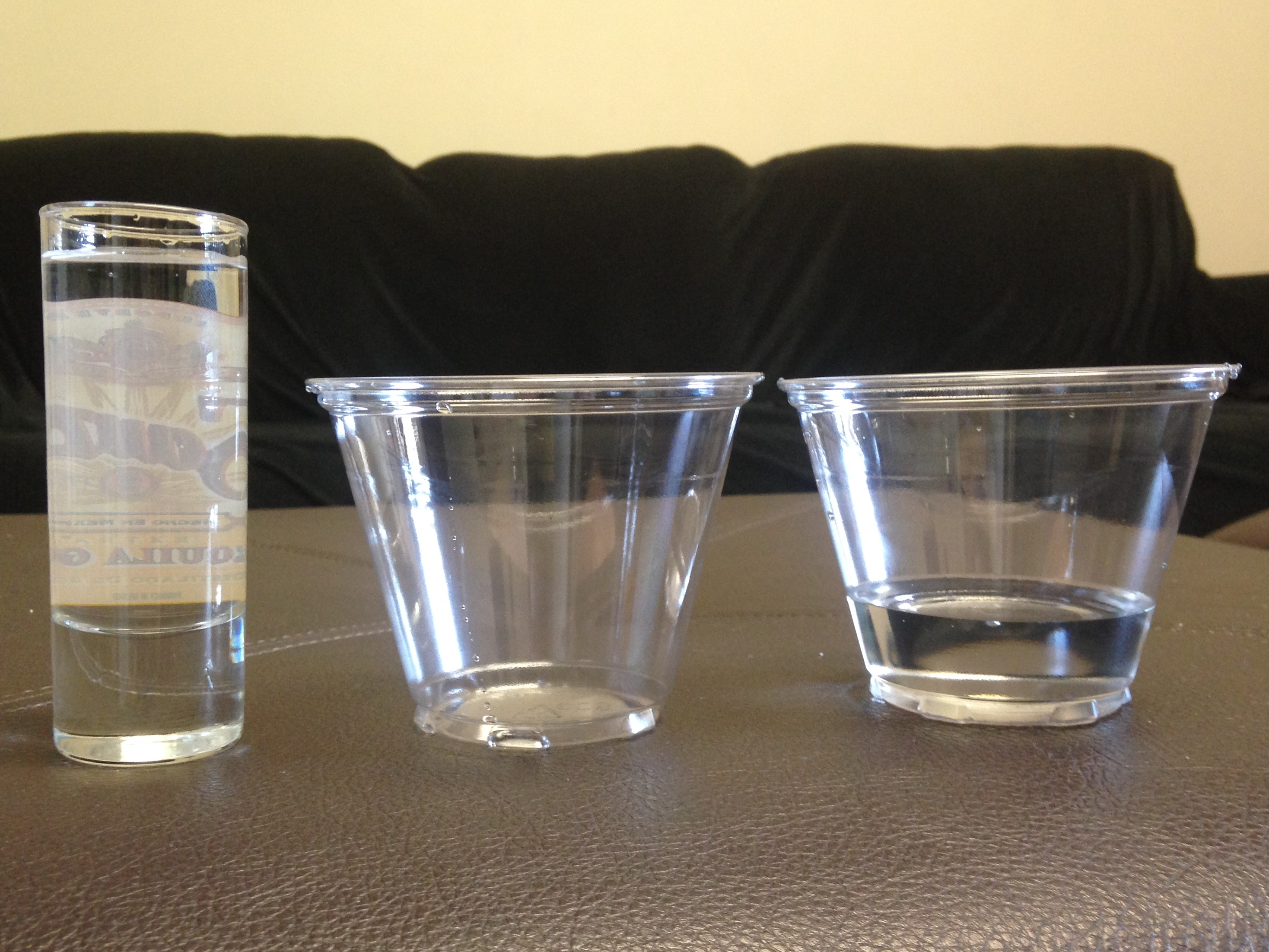
Conservation de la substance

Les enfants peuvent résoudre avec succès le problème posé par cette expérience vers sept ou huit ans. Vers cet âge, l’enfant atteint le niveau de « conservation acquise », où il aligne le même nombre de jetons que l’expérimentateur, en dépassant la simple perception qui l’induisait en erreur auparavant. L'enfant donne des réponses caractéristiques de l’acquisition de la conservation selon Piaget. 
Pour Piaget, le nombre se construit par une synthèse logico-mathématique entre les opérations de classification et de sériation.
Piaget a fait l'hypothèse que la performance est acquise en se construisant sur des capacités préalables et indispensables, d'où l'idée que le nombre se construit, quand l'enfant devient  « conservant ». « Ainsi, Piaget concevait la genèse de la notion de nombre comme un processus essentiellement endogène de coordination d’actions devenant progressivement réversibles ».
Cette conception a été remise en cause par des expériences ultérieures. L’évolution des possibilités techniques offertes aux chercheurs contemporains leur a permis d'étudier plus précisément les capacités des enfants d’âge préverbal, ce qui a mis en évidence une capacité numérique plus précoce que celle observée par Piaget.

## Connaissances précoces des nombres et quantités avant l'acquisition du langage

### Premières expériences sur les nourrissons
Dans les années 1980, Strauss et Curtis se sont spécialement attachés à la capacité, pour des bébés de 10-12 mois, de discriminer des groupes de deux à cinq objets sur des photographies présentant des groupes d’objets homogènes ou hétérogènes. Ces auteurs ont utilisé le paradigme expérimental de l’habituation, et ont donc mesuré la durée de fixation de l’enfant sur l’image. Les résultats ont montré que même pour des groupes hétérogènes, les bébés sont capables de discriminer parfaitement des groupes de deux par rapport à trois objets, mais ils ne peuvent le faire plus que partiellement lorsqu’il s’agit de le faire avec trois et quatre éléments. Lorsqu'il leur est présenté des groupes de quatre ou cinq objets, les bébés ne parviennent plus à différencier les quantités d’objets.
D'autres auteurs avançaient que l'enfant ne pouvait pas discriminer quatre points de six, et ont donc mis en place une série de quatre expérimentations sur une population d’enfants âgés de six et neuf mois, basée sur un paradigme d'habituation exposant les nourrissons à de longues séquences sonores (par exemple, dans la première expérience, huit éléments sonores naturels différents tels que des cloches, des gazouillements, des bourdonnements, etc). Cette série d'expériences suggère que les nourrissons de six mois ont la capacité de discriminer des groupes d' « objets » relativement grands, et qu'il y a un progrès significatif trois mois après, c'est-à-dire à l’âge de neuf mois. Les auteurs en concluent qu'il existe un progrès des capacités numériques avant d’acquérir le langage.
Dans les années 2000, Lipton et Spelke ont remis en cause les interprétations de ces résultats en défendant l'idée d'un sens du nombre (en) (voir détails ci-dessous).

### Capacités numériques innées? Expériences de Wynn

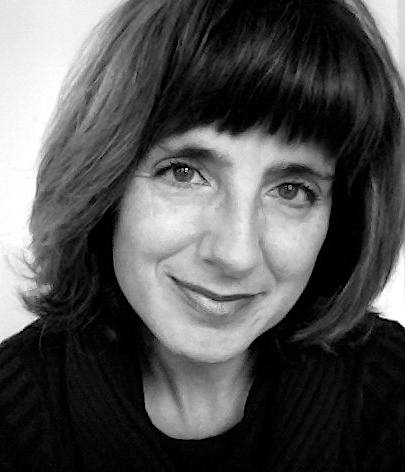
Karen Wynn, psychologue (2012)

En 1992, un article publié dans la revue Nature, par Karen Wynn (psychologue) (en), une chercheuse canadienne-américaine spécialisée dans la cognition des nourrissons, vient bouleverser ce champ de recherche. 
Wynn a mis a point une procédure expérimentale basée sur le paradigme d'habituation qui lui permet d’étudier chez des bébés de quatre et cinq mois les réactions aux changements expliqués par l'addition ou la soustraction d'un item. Les nourrissons sont confortablement assis devant un théâtre de marionnettes où des poupées (Mickey Mouse) vont apparaître et disparaître. Une première poupée est présentée. Un écran s'abaisse pour cacher la première poupée. Une nouvelle poupée est ajoutée à côté, derrière l'écran. L'écran se relève alors. L'événement attendu serait de voir deux poupées : c'est l'événement possible (1+1=2). Or Wynn présente une condition où un événement impossible se produit : une seule poupée est présente sur la plateforme (1+1=1). La même procédure est mise en place pour étudier le principe de soustraction, où deux poupées ou trois sont présentées et l'une est retirée sous les yeux de l'enfant alors que l'écran est baissé.  
Les temps de fixation oculaire de l’enfant sont mesurés. Dans un paradigme classique d'habituation, les temps de fixation de l'enfant diminuent lorsque le stimulus ne change pas, car l'attention de l'enfant diminue ; les temps de fixation augmentent lorsque le stimulus change, indiquant que son attention augmente. Wynn observe que dans la situation d’addition, les enfants réagissent à l’événement impossible (1+1=1), en fixant la scène plus longtemps. Dans la situation de soustraction, l’auteur constate qu’il en est de même pour l’évènement impossible (2-1=2). 
De ces observations, Wynn conclut que les enfants de quatre et cinq mois ont des représentations précises du nombre, et pas seulement une dichotomie entre unique et plusieurs. De plus, pour réussir l’épreuve, les bébés devaient avoir acquis la permanence de l'objet.  
Les interprétations de Wynn ont été immédiatement critiquées  et ont fait l'objet de nombreux débats qui se poursuivent depuis lors. La principale objection à Wynn, peut se résumer à : est-ce que l’on peut être sûr que l’enfant a bien traité numériquement les objets ? Il est possible que l'enfant ait traité l'information de façon globale, c'est-à-dire une poupée plus une poupée font plus qu'une, donc 1+1=plusieurs. Un tel processus de pensée relèverait d'un traitement perceptif holistique, et non d'un traitement arithmétique et cognitif, comme le propose Wynn. Jacqueline Bideaud explique : « les résultats de Wynn seraient davantage liés à la « permanence de l'objet » et à la capacité de l’enfant de se représenter deux objets discrets (sur la base d’informations spatio-temporelles en particulier) qu’à des compétences arithmétiques précises préalables. Cette construction du discret serait la racine du comptage exact ».
Dans une première réponse à ses détracteurs, Wynn a refait son expérience en présentant l’événement impossible 1+1=3. Son hypothèse était que si le bébé réagit à cet événement, on devra exclure le fait que l’enfant raisonne en termes de « plus qu'un ». Les bébés ont montré effectivement des temps de réaction plus longs sur cet événement impossible que sur l'événement possible. Wynn en a conclu que ce résultat montre que le processus n'est pas holistique. L'enfant ne distingue pas que 1+1= plusieurs ; il distingue et sait discriminer les différences entre les petits nombres. Ses capacités numériques sont vraisemblablement innées et lui permettent de faire des opérations arithmétiques simples sur de petits nombres. 
Ce résultat et son interprétation remettent en cause les fondements même de la psychologie du développement dont les plus illustres fondateurs comme Sigmund Freud, Jean Piaget ou encore Lawrence Kohlberg ont défendu que la pensée humaine se construit et est le produit de notre culture et de la façon dont nous sommes élevés.   
La controverse s'est poursuivie. De nombreux chercheurs se sont intéressés à ce problème et aux questions théoriques fondamentales qu'il pose quant à la cognition de l'enfant et au développement de l'intelligence et des mathématiques et aux grands questionnement sur les interactions entre inné et acquis. 
Des expériences furent montées sur des grands nombres et les questions se portèrent sur l'interaction entre ces habiletés et l'acquisition du langage.

### Théorie du triple code et sens du nombre (S. Dehaene)

Parietal lobe animation

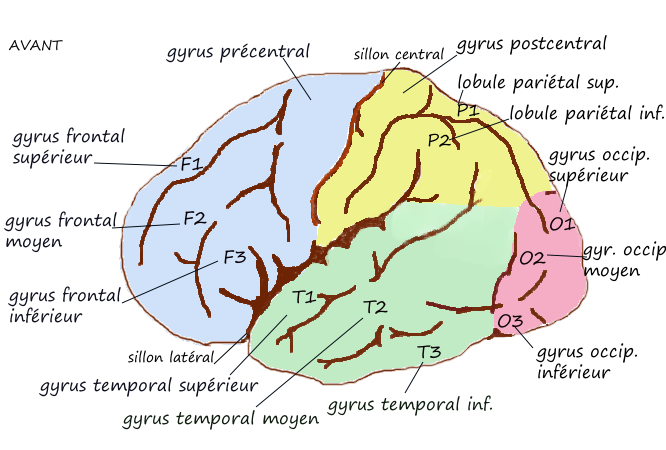
Gyrus externe

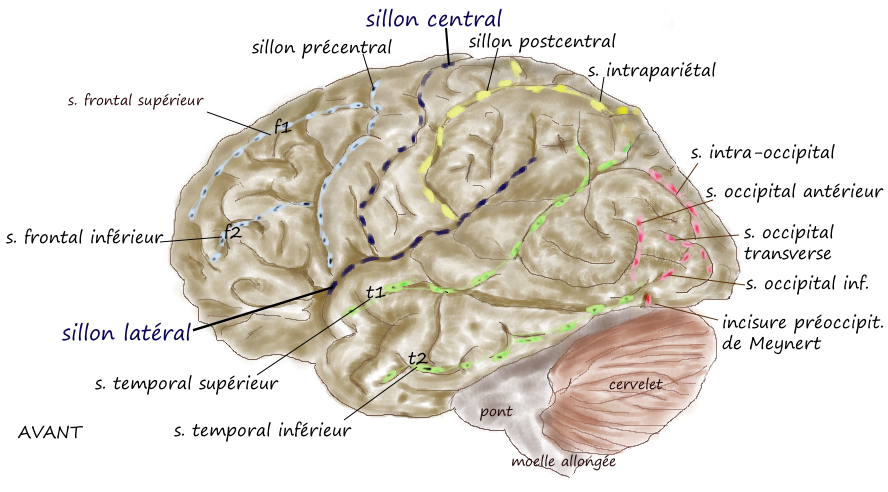
Sillons, vue externe

Le développement du nombre est un champ de d'étude confus et contradictoire, que les découvertes du neuropsychologue français Stanislas Dehaene et son équipe ont permis de commencer à mieux comprendre. Contrairement à d'autres domaines pour lesquels la neuroimagerie valide ce que la psychologie cognitive a réussi à modéliser, dans le domaine du développement des nombres, ce sont les découvertes du groupe de Dehaene qui ont permis de mettre en évidence et mieux expliquer les processus en jeu qui étaient très débattus dans la littérature de la psychologie du développement (Goswami, U. 2008, p. 355). 
Ainsi, Dehaene et ses collaborateurs proposent la théorie du triple code. Les représentations du nombre ou codes numériques, sont trouvées dans trois zones du cerveau.   
- Les zones visuelles (gyrus fusiforme) traite des représentations numériques sous forme de chiffres arabes.   
- Les zones de traitement du langage (gyrus angulaire gauche) traitent des faits relatifs aux nombres, par exemple la chaîne apprise « 2 et 2 font 4 ».   
- La découverte la plus étonnante et la plus nouvelle, fut de mettre en évidence le sens du nombre (en) dans les zones de traitement de l'information spatiale (dans le lobe pariétal, le sillon intrapariétal horizontal).   
Dehaene défend l'idée d'une représentation analogue des magnitudes. La représentation analogue des magnitudes est « une représentation mentale interne des quantités numériques » (An internal mental representation of continuous quantities)(Goswami et al. 2008, p. 355).  
Chez les animaux et chez les nourrissons, il existe un système numérique approximatif (en) qui permet, sans devoir compter les éléments un à un, de traiter les quantités sous forme d'approximations. Cependant, plus les quantités présentées sont larges, plus il devient difficile d'effectuer ce traitement qui perd alors en précision : ainsi la quantité 10 est plus précise que la quantité 100 ou que la quantité 1000. Cette perte de précision est dite ratio-sensible (ratio-sensitive). Ces phénomènes avaient été observés  chez les animaux, bien avant les études de Dehaene. Par exemple, si des rats sont entraînés à détecter une différence supérieure à deux entre deux quantités, trouver la différence entre 2 et 4 provoque moins d'erreurs que trouver la différence entre 16 et 18 (la différence est la même mais les quotients respectifs sont 1:2 et 8:9).      
Chez les nourrissons de six mois, Fei Xu et Elizabeth Spelke ont mis en évidence que la discrimination entre 8 et 16 était possible, mais pas celle entre 8 et 12. Les auteurs en ont conclu que, comme le prédisait Deheane, un sens du nombre permet aux nourrissons de comparer des quantités bien avant que ne se mette en place leur langage et leurs capacités à compter les éléments. Plusieurs expériences de Xu et ses collaborateurs suggèrent que les nourrissons semblent réagir et comparer des quantités, plutôt que des nombres.

### Grands nombres et effets ratio-sensitifs chez les nourrissons
McCrink et Wynn ont réalisé en 2003 une expérience sur des nourrissons exposés à des procédures d'addition et de soustraction sur des stimuli présentés sur écran d'ordinateur. Le principe d'habituation était employé, comme dans les expériences initiales de Wynn, et des nombres plus grands étaient manipulés (5 et 10). Les auteurs ont conclu que l’enfant en bas âge n’aurait pas de réelle capacité numérique, mais s’appuierait sur des « processus de cheminement spécialisés qui s'appliquent seulement sur des petits nombres ».[pas clair]

## Représentation du nombre chez les enfants d'âge pré-scolaire

### Interférence du langage
Le psychologue français Olivier Houdé  a réalisé plusieurs séries d'expériences ayant pour principe d'adapter le protocole de Wynn à des enfants maîtrisant le langage. Il a testé des enfants de deux et trois ans (âge du langage articulé) et des enfants de 3 à 4 ans (en première année de classe maternelle). La question que s’est posée Houdé a été : « Est-ce que le jeune enfant va être l’héritier cognitif, intellectuel du bébé compétent qu’il était, […] est-ce que l’on va retrouver ce synchronisme des réactions aux événements impossibles, 1+1=1 et 1+1=3, qui était le critère d’un calcul précis? » Il utilise les mêmes conditions que celles de Wynn (remplaçant seulement les Mickeys par des poupées Babars), ainsi que l'épreuve de Piaget.
Chez l’enfant d’école maternelle, Houdé observe d'une part, une nette différence entre les résultats selon que la procédure de Piaget ou de Wynn est utilisée : on ne constate pas d’utilisation du nombre avec la procédure de Piaget, alors que dans la situation de Wynn, on la remarque. Une autre différence est observée avec le procole de Wynn : les enfants de deux ans se montrent surpris à l'événement impossible 1+1=1 ; cependant c'est seulement à trois ans qu'ils réagissent à l’événement impossible 1+1=3. Ainsi, on ne retrouve pas ce « synchronisme des réactions aux événements impossibles » chez l’enfant de deux ans, ce qui voudrait dire qu'il est moins compétent sur ce plan que le nourrisson de quatre ou cinq mois. À trois ans, les enfants réalisent que 1+1=3 est impossible (protocole de Wynn), mais échouent toujours dans la situation expérimentale de Piaget.  
Houdé explique la non réussite des enfants de deux ans, par le fait que « le langage pourrait interférer » sur le nombre. L'apprentissage du lexique des nombres et la différence entre singulier et pluriel  entraverait la réussite à l'épreuve à deux ans, âge auquel la cognition se réorganise en intégrant le langage.  
Houdé émet l’hypothèse que la différence entre les enfants de trois ans et ceux de sept ans est la capacité d’inhiber cette stratégie courante, afin d’utiliser la stratégie numérique qui est plus adéquate. L’enfant de trois ans serait donc en mesure de manipuler le nombre, mais uniquement sous certaines conditions. Houdé et Guichart ont testé cette hypothèse en mettant au point un nouveau paradigme expérimental inspiré de l’épreuve de Piaget et de la technique de priming, ou amorçage. Sur la base de leurs résultats, les auteurs défendent l'hypothèse de la compétition en les stratégies cognitives.
Cependant, l'idée que le langage n'est pas nécessaire à la connaissance des grands nombres est également défendue. Des études sur des tribus indigènes en Amazonie qui n'ont pas de noms de nombre allant au-delà de 3 ou de 5 montrent que les personnes élevées dans ces tribus peuvent résoudre des tâches non verbales impliquant de grands nombres. La séquence de comptage et le nom des nombres ne seraient pas nécessaire au développement des représentations de nombre. Les performances de ces tribus semblent suivre la loi de Weber-Fechner où plus les nombres des deux suites d'objets à comparer sont proches, plus l'épreuve est difficile à résoudre. 

### Apprendre à compter: le dénombrement
D’après Fayol, Camos, et Roussel, c'est par la verbalisation du nombre que les « conduites numériques » deviennent possibles, et font accéder l’enfant à des aptitudes numéraires plus pointues. Ainsi on peut se demander quelles sont les aptitudes de comptage antérieures à l’âge où l’enfant à la capacité de verbaliser les nombres, qui vont évoluer par la suite.

## Influences culturelles
Des études interculturelles en psychologie du développement ont révélé que l'âge auquel les habiletés de conservation apparaissent chez les enfants varient en fonction des milieux où les enfants sont élevés. Les habiletés de conservation telle qu'observées par Piaget dépendent en partie de la familiarité de l'enfant avec les matériaux manipulés. En Angleterre, une large étude montrait que des enfants, en 2007, présentaient deux à trois ans de retard comparés aux performances d'enfants observés 30 ans avant, sur des épreuves de compréhension de la conservation du nombre et du poids. Chez des enfants mexicains familiers de la poterie, les expériences de conservation de la substance (réalisées avec de la pâte à modeler) sont réussies plus tôt que les autres expériences de conservation qui sont réalisées avec d'autres matériaux .